# Марио
Марио (на японски: マリオ; на английски: Mario) е измислен персонаж, протагонист в поредицата видео игри, свързани с франчайза „Марио“, държан от японската компания „Нинтендо“. Персонажът служи като талисман на компанията и взима участие в над 200 видео игри.
Марио е създаден от дизайнера на видео игри Шигеро Миамото в началото на 80-те. Измисленият герой представлява нисък и пълен италиански водопроводчик, който обитава Кралството на гъбите. Неговите приключения се въртят около спасяването на принцеса Прасковка от злодеят крал Купа Баузър. Има по-малък брат на име Луиджи.
Франчайзът „Марио“ е един от най-добре продаваните марки във видеоигрите. В световен мащаб поредицата е регистрирала продажби от над $210 милиона. Освен добре познатата серия платформени игри „Super Mario“, героят пребивава в различни жанрове: състезателни игри („Mario Kart“), парти игри (серията „Mario Party“) спортни игри (сериите „Mario Tennis“ и „Mario Golf“), ролеви игри („Super Mario RPG“ и „Paper Mario“) и образователни игри („Mario Is Missing!“ и „Mario's Time Machine“). С времето франчайзът се пригажда и към другите медии: по него са създадени телевизионни шоута, пълнометражен филм, комикси и различен вид мърчендайз стоки.

## Концепция и създаване
Шигеро Миамото създава Марио по време на разработването на аркадната игра „Donkey Kong“ през 1980 г. Миамото се опитва да направи най-добре продаваната игра за „Нинтендо“, след като предишни заглавия като „Sheriff“ не постигат същия успех като „Pac-Man“. Първоначално дизайнерът възнамерява да създаде игра, в която главни действащи лица да са Попай, Блуто и Олив Ойл. По това време обаче Миамото не разполага с нужната сума, за закупи лиценза им (ще направи това през 1982 г.) Вместо това разработва персонажите: Jumpman (на български: Скачащия човек), който по-късно ще се превърне в Марио, Донки Конг и Полин. В ранен етап от създаването на „Donkey Kong“ Марио не е можел да скача, а главната цел на героя е била да избяга от лабиринта. По-късно Миамото прави своя персонаж да подскача, споделяйки: „ако един варел се търкаля право срещу вас, какво бихте направили?“
Японският дизайнер първоначално кръщава своя герой Mr. Video (г-н Видео), планувайки фигурата му може да бъде използвана във всяка игра, предимно като камео участие. С това наименование Марио се подвизава в ранните произведения на Миамото. Според една широко известна история: по време на представянето на „Donkey Kong“ пред американската публика, тогавашния собственик на склада, нает от Нинтендо за техен главен офис в Америка, Марио Сегал, влиза в голямо пререкание с тогавашния президент на компанията Минору Аракава относно забавено плащане на наем. Служителите на Нинтендо убеждават Сегал, че наемът ще бъде платен и вдъхновени от тази случа, кръщават персонажа на Миамото „Марио“. Японецът по-късно коментира, че ако бил оставил името Mr. Video, Марио щял да „изчезне от лицето на Земята“.
Относно професията на персонажа си, създателят му споделя, че е съгласувана спрямо обстановката в играта. Donkey Kong се развива на строително скеле, което прави следователно Марио дърводелец. Друго причина за избора на тази работа е за да може работническата класа да се идентифицира с него. Следващата игра от франчайза Mario Bros. пренася по-голяма част от действието си в канализацията на Ню Йорк, а Марио сменя амплоато на водопроводчик. По-съвет на своите колети, Миамото решава да промени професията на своя персонаж и да я пригоди спрямо обстановката в новата игра.
Отличителни белези в дизайна на Марио е грамадния нос, повлиян от западните анимации, и големите мустаци, които карата Миамото да причисли своя герой към италианската народност. Съгласно графичните възможности по онова време на аркадния хардуер, японският дизайнер преоблича своя персонаж в червен гащеризон и синя блуза. Червената шапка е прибавена, за да се избегне дизайна върху челото, очите и най-вече косата, която при подскачане трябва да променя формата си. Големият нос и мустаци са създадени със същата цел, за да се съкрати работата по дизайна на лицето и за да се предаде по-човешки вид на персонажа. В процеса на време и работа фигурата на Марио се подобрява: прибавени са сини очи, бели ръкавици, кафяви обувки, червено „М“ седящо в бял кръг отпред на шапката, и златни копчета на гащеризона. Цветът на ризата и гащеризона са разменени. Промените са съгласувани спрямо екипа, който е разработвал дадената игра и усъвършенстваното на технологиите.

### Фамилия
Нинтендо първоначално не разкрива пълното име на Марио. В интервю, проведено 1989, компанията започва с това персонажът не се казва „Марио Марио“, въпреки заглавията на серията игри „Mario Bros.“ (Братята Марио). Първото по-значимо използване на „Марио Марио“ е направено в пълнометражната игрална адаптация от 1993 г. Името повторно пребивава в официалния наръчник на „Prima Games“ от 2000 г. за „Mario Party 2“ и от 2003 г. за „Mario and Luigi: Superstar Saga“. През 2012 г. Чарлз Мартине, който озвучава Марио, се представя като „Марио Марио“ в „Сан Диего Комик-Кон“. Следващите месеци Сатору Ивата признава, че персонажът няма фамилия, което е потвърдено няколко месеца по-късно и от Миамото. Два месеца след смъртта на Ивата през юли 2015 г., създателят на Марио променя своето становище. През септември 2015 г., на фестивал по случай 30-годишнината от „Mario Bros.“ Миамото потвърждава, че цялото име на неговия герой е Марио Марио.